# 栃木県高等学校一覧
| 総数                         | 76校             |
| 国立                         | なし             |
| 公立                         | 60校             |
| 私立                         | 16校             |
| 教育委員会所在地             | 〒320-8501       |
| 栃木県宇都宮市塙田一丁目1-20 |                  |
| 公式サイト                   | 栃木県教育委員会 |

栃木県高等学校一覧（とちぎけんこうとうがっこういちらん）は、栃木県の高等学校の一覧。
全日制課程の存在しない高等学校については、定時制は「○○高等学校｛定時制｝」通信制は「○○高等学校｛通信制｝」定時制・通信制共に存在する場合は、定時制表記で記載する。

## 公立高等学校
- 学区は2014年度入試（2015年度入学生）よりすべての学科で廃止された[1][2]。

### 宇都宮地区
- 栃木県立宇都宮高等学校
- 栃木県立宇都宮東高等学校
- 栃木県立宇都宮南高等学校
- 栃木県立宇都宮北高等学校
- 栃木県立宇都宮清陵高等学校
- 栃木県立宇都宮女子高等学校
- 栃木県立宇都宮中央高等学校
- 栃木県立宇都宮白楊高等学校
- 栃木県立宇都宮工業高等学校
- 栃木県立宇都宮商業高等学校

### 上都賀地区
- 栃木県立鹿沼高等学校
- 栃木県立鹿沼東高等学校
- 栃木県立鹿沼南高等学校
- 栃木県立鹿沼商工高等学校
- 栃木県立今市高等学校
- 栃木県立今市工業高等学校
- 栃木県立日光明峰高等学校

### 下都賀地区
- 栃木県立上三川高等学校
- 栃木県立石橋高等学校
- 栃木県立小山高等学校
- 栃木県立小山南高等学校
- 栃木県立小山西高等学校
- 栃木県立小山北桜高等学校
- 栃木県立小山城南高等学校
- 栃木県立栃木高等学校
- 栃木県立栃木女子高等学校
- 栃木県立栃木農業高等学校
- 栃木県立栃木工業高等学校
- 栃木県立栃木商業高等学校
- 栃木県立学悠館高等学校｛定時制｝
- 栃木県立栃木翔南高等学校
- 栃木県立壬生高等学校

### 安足地区
- 栃木県立佐野高等学校
- 栃木県立佐野東高等学校
- 栃木県立佐野松桜高等学校
- 栃木県立足利高等学校
- 栃木県立足利南高等学校
- 栃木県立足利工業高等学校
- 栃木県立足利清風高等学校

### 芳賀地区
- 栃木県立真岡高等学校
- 栃木県立真岡女子高等学校
- 栃木県立真岡北陵高等学校
- 栃木県立真岡工業高等学校
- 栃木県立益子芳星高等学校
- 栃木県立茂木高等学校

### 塩谷・南那須地区
- 栃木県立烏山高等学校
- 栃木県立馬頭高等学校
- 栃木県立矢板高等学校
- 栃木県立矢板東高等学校
- 栃木県立高根沢高等学校
- 栃木県立さくら清修高等学校

### 那須地区
- 栃木県立大田原高等学校
- 栃木県立大田原女子高等学校
- 栃木県立大田原東高等学校｛定時制｝
- 栃木県立黒羽高等学校
- 栃木県立那須拓陽高等学校
- 栃木県立那須清峰高等学校
- 栃木県立那須高等学校
- 栃木県立黒磯高等学校
- 栃木県立黒磯南高等学校

## 私立高等学校

### 宇都宮市
- 作新学院高等学校
- 文星芸術大学附属高等学校
- 宇都宮文星女子高等学校
- 宇都宮短期大学附属高等学校
- 星の杜高等学校

### 足利市
- 足利短期大学附属高等学校
- 足利大学附属高等学校
- 白鷗大学足利高等学校

### 栃木市
- 國學院大學栃木高等学校

### 佐野市
- 佐野日本大学高等学校
- 佐野日本大学中等教育学校
- 佐野清澄高等学校
- 青藍泰斗高等学校

### 矢板市
- 矢板中央高等学校

### 塩谷町
- 日々輝学園高等学校｛通信制｝[3]

### 那須町
- 幸福の科学学園高等学校